# Geschützter Landschaftsbestandteil Auf der Sandkuhle
Der Geschützte Landschaftsbestandteil Auf der Sandkuhle mit einer Flächengröße von 0,85 ha liegt nördlich von Erlinghausen im Stadtgebiet von Marsberg. Das Gebiet wurde 2008 mit dem Landschaftsplan Marsberg durch den Kreistag des Hochsauerlandkreises als Geschützter Landschaftsbestandteil (LB) ausgewiesen. Der LB ist umgeben vom Landschaftsschutzgebiet Freiflächen um Erlinghausen / Auf der Sandkuhle.

## Beschreibung
Der Landschaftsplan führt zum LB aus: „Es handelt sich um eine Obstwiese in einem westexponierten Talschluss, auf der sich die Obstbäume mehr oder weniger an den Rändern konzentrieren. Die Nordgrenze wird durch einen wegebegleitenden, wasserführenden Graben gebildet. Mit all diesen Strukturmerkmalen (Grünlandnutzung, Obstbäume, Fließgewässer) hebt sich das Schutzobjekt landschafts-ökologisch und -ästhetisch aus der Ackerbaudominierten Umgebung heraus. Lediglich nach Westen setzt sich ein Grünlandstreifen fort, der später auch einigen Gehölzbewuchs aufweist.“

## Schutzzweck
Die Ausweisung als LB erfolgte:
- Zur Erhaltung, Entwicklung oder Wiederherstellung der Leistungs- und Funktionsfähigkeit des Naturhaushaltes
- Zur Belebung, Gliederung oder Pflege des Orts- und Landschaftsbildes
- Zur Abwehr schädlicher Einwirkungen

Das LB stellt, wie die anderen LBs im Landschaftsplangebiet, einen herausragenden Lebensraum für die ökologischen Leistungsfähigkeit des Naturhaushaltes dar. Dient ferner als landschaftsgliederndes und -belebendes Element. Die Ausweisung dient der Abwehr realer oder potenzieller schädlicher Einwirkungen durch Pflanzenentnahme, Relief- oder Gewässerveränderungen usw.